# Scooby-Doo și Fantoma Vrăjitoarei
Scooby-Doo și Fantoma Vrăjitoarei (engleză Scooby-Doo and the Witch's Ghost) este al doilea din seria de filme direct-pe-video Scooby Doo. A fost realizat în 5 octombrie 1999 și a fost produs de Warner Bros. (chiar dacă are un logo Hanna-Barbera Cartoons, Inc. la sfârșit) începând în 1998. Gașca din Echipa Misterelor călătoresc spre un oraș din Noua Anglie numit Oakhaven după ce au fost invitați de scriitorul horror Ben Ravencroft. Ca un număr de filme direct-pe-video Scooby-Doo realizate târziu în anii 90 și devreme în anii 2000, Scooby-Doo și Fantoma Vrăjitoarei arată fantome adevărate în loc de răufăcători simpli mascați, dând filmului un ton mai întunecat. Filmulețele au fost vândute bine și au primit comentarii generale pozitive în presă. Filmul a fost adaptat într-o carte.
Este al doilea din primele patru filme direct-pe-video Scooby Doo animate de studioul de animație japonez Mook Animation. Filmul introduce trupa goth rock fictivă Fetele Hex.

## Premis
Scooby și gașca  se îndreaptă către Oakhaven, New England pentru o expoziție de cărți de groază. Ajunsi acolo descoperă că orașul este bântuit de fantoma unei vrajitoare malefice, iar gașca trebuie să rezolve acest mister infiorător.

## Legături externe
- Scooby-Doo și Fantoma Vrăjitoarei la Internet Movie Database
- Scooby-Doo și Fantoma Vrăjitoarei la Allmovie